# Metropolitan Borough of Barnsley
Barnsley ist ein Metropolitan Borough im Metropolitan County South Yorkshire in England. Verwaltungssitz ist die gleichnamige Stadt Barnsley. Zum Borough gehören außerdem die Orte Darton, Hoyland, Penistone, Royston und Wombwell.
Die Reorganisation der Grenzen und der Kompetenzen der lokalen Behörden führte 1974 zur Bildung des Metropolitan Borough. Fusioniert wurden dabei der County Borough Barnsley, die Urban Districts Cudworth, Darfield, Darton, Dearne, Dodworth, Hoyland Nether, Penistone, Royston, Wombwell und Worsborough, der Rural District Penistone sowie Teile der Rural Districts Hemsworth und Wortley. Diese Gebietskörperschaften gehörten zuvor zur Grafschaft West Riding of Yorkshire.
1986 wurde Barnsley faktisch eine Unitary Authority, als die Zentralregierung die übergeordnete Verwaltung von South Yorkshire auflöste. Barnsley blieb für zeremonielle Zwecke Teil von South Yorkshire, wie auch für einzelne übergeordnete Aufgaben wie Polizei, Feuerwehr und öffentlicher Verkehr.